# Николаевское сельское поселение (Северная Осетия)
Николаевское се́льское поселе́ние — муниципальное образование в Дигорском районе Северной Осетии Российской Федерации.
Административный центр — станица Николаевская.

## История
Статус и границы сельского поселения установлены Законом Республики Северная Осетия-Алания от 5 марта 2005 года № 13-рз «Об установлении границ муниципального образования Дигорский район, наделении его статусом муниципального района, образовании в его составе муниципальных образований - городского и сельских поселений и установлении их границ»

## Население
| 2002  | 2010  | 2011  | 2012  | 2013  | 2014  | 2015  |
| ----- | ----- | ----- | ----- | ----- | ----- | ----- |
| 1912  | ↗2004 | →2004 | ↘1991 | ↘1968 | ↘1944 | ↘1937 |
| 2016  | 2017  | 2018  | 2019  | 2020  | 2021  | 2023  |
| ↘1928 | ↘1918 | ↘1917 | ↗1921 | ↗1926 | ↗2011 | ↘2007 |
| 2024  |       |       |       |       |       |       |
| ↘1989 |       |       |       |       |       |       |

## Состав сельского поселения
| № | Населённый пункт | Тип населённого пункта          | Население |
| - | ---------------- | ------------------------------- | --------- |
| 1 | Николаевская     | станица, административный центр | ↘1989     |